# آنتونیو سانتورو
آنتونیو سانتورو (انگلیسی: Antonio Santurro؛ زادهٔ ۲۹ فوریهٔ ۱۹۹۲) بازیکن فوتبال اهل ایتالیا است.
از باشگاه‌هایی که در آن بازی کرده‌است می‌توان به باشگاه فوتبال بولونیا و باشگاه فوتبال پارما اشاره کرد.